# Diskografie Karla Štědrého
- diskografie není úplná

Toto je diskografie Karla Štědrého.

## Diskografie

### Singlová alba
- 1963 Westerns (album s Waldemarem Matuškou) - Supraphon SUK 33526, EP
- 1964 Veronika - Waldemar Matuška a Karel Štědrý/Loupežník - Yvetta Simonová - Supraphon 013605, SP
- 1964 Kdyby sis oči vyplakala - Karel Gott/Milenci v texaskách - Josef Zíma a Karel Štědrý - Supraphon 013153, SP
- 1966 Dej mi pár okovů - Karel Hála a Karel Štědrý/Hospoda - Karel Štědrý - Supraphon, SP

### LP, CD alba
- 1997 20x Karel Štědrý - Stará láska nerezaví (a pět navíc) - Bonton Music, CD
- 2007 Pop galerie - Supraphon SU 5780-2 311, EAN 099925578022, CD

## Westerns
Westerns je společné EP Waldemara Matušky a Karla Štědrého. Celkem se zde objevují čtyři anglicky zpívané skladby. Singl vydal v roce 1965 Supraphon.
- Strana A1 - Gone With The Wind - Waldemar Matuška a Karel Štědrý, Rokoko Theatre Combo
- Strana A2 - Riding Through The Canyon At Dusk - Waldemar Matuška a Karel Štědrý, Ferdinand Havlík Orchestra
- Strana B1 - Cigarettes And Whiskey - Waldemar Matuška a Karel Štědrý, Rokoko Theatre Combo
- Strana B2 - Little Horse Theme - Waldemar Matuška a Karel Štědrý, Karel Duba And His Combo

Album, C 1741 (A), C 1742 (B), P 1963, Krátký záznam, Číslo alba Supraphonu: SUP 33526,
Nahoru

## Veronika/Loupežník
Veronika/Loupežník je kompilační singl na kterém zpívají interpreti: Waldemara Matušku, Karel Štědrý, Yvetta Simonová. Singl vydal v roce 1964 Supraphon.
- Strana A - Veronika - Waldemar Matuška, Karel Štědrý a sbor Lubomíra Pánka - (Alfons Jindra / Miroslav Zikán), Karel Vlach se svým orchestrem, foxtrot
- Strana B - Loupežník - Yvetta Simonová - (Dušan Pálka / Jiří Filip), foxtrot

Album, F 09 43251, D 01448 (Veronika), D 01447 (Loupežník), P 1964, Krátký záznam, Číslo alba Supraphonu: 013605,
Nahoru

## Kdyby sis oči vyplakala/Milenci v texaskách
Kdyby sis oči vyplakala/Milenci v texaskách je kompilační singl na kterém zpívají interpreti: Karel Gott, Karel Štědrý, Josef Zíma. Singl vydal v roce 1964 Supraphon.
- Strana A - Kdyby sis oči vyplakala - Karel Gott - (Jiří Bažant, Jiří Malásek, Karel Hála/Vratislav Blažek),
- Strana B - Milenci v texaskách - Josef Zíma a Karel Štědrý a zbor Lubomíra Pánka - (Jiří Bažant, Jiří Malásek, Karel Hála/Vratislav Blažek), foxtrot z filmu Starci na chmelu, Taneční orchestr Čs. rozhlasu diriguje Josef Vobruba,

Album, F 09 42655, D 0---- (Kdyby sis oči vyplakala), D 01366 (Milenci v texaskách), P 1964, Krátký záznam, Číslo alba Supraphonu: 013153,
Nahoru

## Stará láska nerezaví
20x Karel Štědrý - Stará láska nerezaví (a pět navíc) je výběrové album Karla Štědrého, které vyšlo v roce 1997 na CD. Vydal ho Bonton Music v edici 20x.
- Seznam skladeb:

1. Písmena (L.O.V.E.) (02:26)
2. Melancholické blues (03:02)
3. Takový je život (01:38)
4. Kaňonem takle k večeru (02:08)
5. Zčervená (01:35) a Magdaléna (1:53)
6. Mám malý stan (03:28)
7. Neberou (02:07)
8. Sbohem slečno Míková (03:14)
9. Veronika (03:12)
10. V naší kanceláři (02:43)
11. Chodím do houslí (02:26)
12. Meziměsto (Hallo, Boss, Hallo) (03:22)
13. Milenci v texaskách (02:34)
14. Život je kolotoč (01:51)
15. Zvoňte o patro níž (02:59)
16. Diga diga dou (Diga Diga) (02:34)
17. Hospoda (There's A Tavern In The Town) (01:31)
18. Nejkrásnější sál (02:30)
19. Znám step (02:17)
20. Nic není gratis (Sam's Song) (02:37)
21. Veliká šou (2:48)
22. Jsme áčka (2:06)
23. Čtyřikrát swing (5:14)
24. Pro všechny v sálech (2:36)

Nahoru

## Pop galerie
Pop galerie - Karel Štědrý je výběrové album Karla Štědrého, které vyšlo v roce 2007 na CD. Vydal ho Supraphon v edici Pop galerie.
- Seznam skladeb:
- 2007 Pop galerie - Supraphon EAN 099925578022, CD

1. To by byl gól (One Of Those Songs) - (Gregoire Elie Krettly / Zdeněk Borovec) (02:22)
2. Písmena (L.O.V.E.) - (Bert Kaempfert / Ivo Fischer) (02:26)
3. Diga diga dou (Diga Diga) - (h: / Josef Kainar) (02:34)
4. Chodím do houslí - (Zdeněk Marat / Zdeněk Borovec) (02:26)
5. Mám malý stan - Waldemar Matuška a Karel Štědrý - (Bedřich Nikodem / Zdeněk Borovec) (03:28)
6. Sněhobílá vločka - (Zdeněk Čamrda / František Řebíček) (02:40)
7. Kaňonem takhle k večeru - Jiří Suchý a Karel Štědrý - (Jiří Šlitr / Jiří Suchý) (02:08)
8. Zčervená - (Jiří Šlitr / Jiří Suchý) (01:35)
9. Meziměsto, /zde Alfons/ (Hallo, Boss, Hallo) - (Heinz Gietz / Jan Schneider) (03:22)
10. V naší kanceláři - (Jaromír Vomáčka / Zbyněk Kovanda) (02:44)
11. Milenci v texaskách - Josef Zíma a Karel Štědrý - (Jiří Bažant, Jiří Malásek a Kamil Hála / Vratislav Blažek) (02:34)
12. Nerýmovaná - (Miloslav Ducháč a Vlastimil Hála / Jan Werich a Jiří Voskovec) (03:26)
13. Tři strážníci - Karel Štědrý a Jitka Molavcová a Jiří Datel Novotný - (Jaroslav Ježek / Jan Werich a Jiří Voskovec) (03:15)
14. Ten umí to a ten zas tohle - (Zdeněk Petr / Jan Werich) (03:07)
15. Miluj mne nebo opusť /Hlaď mě a líbej mě/ (Love Me Or Leave Me) - Karel Gott a Karel Štědrý - (Walter Donaldson / Jiří Suchý) (02:28)
16. Jsme áčka (Who Wants To Be A Millionaire) - Karel Štědrý a Pavlína Filipovská - (Cole Porter / Zdeněk Borovec) (02:06)
17. Nic není gratis (Sam's Song) - Karel Hála a Karel Štědrý - (John Elliott a Lew Quadling / Zdeněk Borovec) (02:37)
18. Dýško - Karel Hála a Karel Štědrý - (Karel Kozel / Zdeněk Borovec) (02:16)
19. Nejkrásnější sál - Helena Vondráčková a Karel Štědrý (Zdeněk Petr / Ivo Fischer) (02:30)
20. Tak tedy sbohem - Waldemar Matuška a Karel Štědrý a Helena Vondráčková a Marta Kubišová - (Zdeněk Petr / Ivo Fischer) (03:46)
21. Ó neděle, ó soboty - Waldemar Matuška a Václav Neckář a Karel Štědrý - (Zdeněk Petr / Ivo Fischer) (01:41)
22. Moje neštěstí - Waldemar Matuška a Karel Štědrý - (Zdeněk Čamrda / František Řebíček) (01:55)
23. Hepčí hep! - (Kamil Běhounek / Miroslav Tyl) (00:54)
24. Pro všechny v sálech (That's Entertainment) - Karel Štědrý a Pavlína Filipovská - (h: / Zdeněk Borovec) (02:36)
25. Směs (Pramínek vlasů - Tereza - Babeta) - (Jiří Šlitr / Jiří Suchý) (04:41)
26. Hospoda (There's A Tavern In The Town) - (traditional / Ivo Fischer) (01:31)
27. Píseň vazače knih - (Jiří Šlitr / Miroslav Horníček) (02:56)
28. Opilá bílá myška - (Jiří Šlitr / Jiří Suchý) (03:08)

### Další účinkující
- Václav Hybš se svým orchestrem (1,9,17,19,20,21)
- Taneční orchestr Čs. rozhlasu (TOČR) diriguje: Josef Vobruba (2,3,4,10,11,22,26), Kamil Hála (6), Karel Krautgartner (15)
- housle: Bohumil Zoula (4)
- kytara: Miroslav Kefurt (4), Jiří Jirmal (8)
- tenorsaxofon: Bedřich Kuník (15)
- klavír: Zdeněk Čamrda (22)
- Sbor Lubomíra Pánka (4,12,24)
- Orchestr Karla Vlacha, (Karel Vlach) (5,12,16,18,23,24,25)
- Ferdinand Havlík se svým orchestrem (7,13,27,28)
- Orchestr Čs. televize /ČST/ diriguje: Mirko Krebs (15)

- Číslo alba: Supraphon SU 5780-2 311, EAN 099925578022

Nahoru

## Kompilace
- 1996 Vánoční tajemství - 04. Purpura - Pavlína Filipovská a Karel Štědrý
- 2002 Zlato české populární hudby 4 - Supraphon - 01. Mám malý stan - Waldemar Matuška a Karel Štědrý